# Abdij van Saint-Denis
De Abdij van Saint-Denis (Frans: Abbaye royale de Saint-Denis) was een abdij in Saint-Denis, nu een voorstad van Parijs. De abdij die een belangrijke rol speelde in de geschiedenis van Frankrijk, zou in 630 gesticht zijn door koning Dagobert I op de plaats waar de heilige Dionysius, volgens de legende de eerste bisschop van Parijs, in 251 zou zijn vermoord en begraven. De kleine kapel die er toen werd gebouwd lokte al spoedig veel pelgrims en het werd in de vijfde en zesde eeuw een belangrijk bedevaartsoord. Dagobert liet de kapel vervangen door een grote basilica en begiftigde zijn stichting met talrijke privilegies en giften. De abdij werd een van de rijkste en belangrijkste abdijen van Frankrijk en de begraafplaats van de Franse koningen. Het klooster werd opgeheven tijdens de Franse Revolutie.

## Geschiedenis

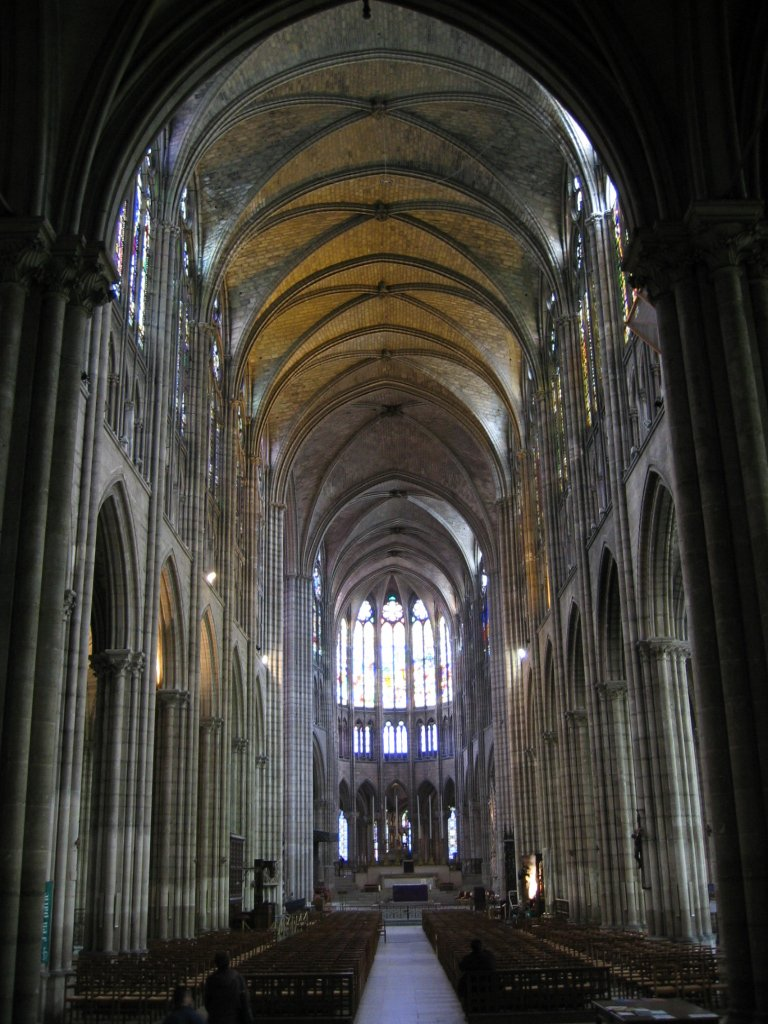
Interieur van de basiliek

### Archeologisch onderzoek
De site van Saint-Denis zou ontstaan zijn door een kleine vestiging van landbouwers. Het zou daar zijn dat Dionysius omstreeks 250 zou begraven zijn. Boven het graf zou tussen 460 en 480 een eerste basilica gebouwd zijn.
De eerste opgravingen onder de basiliek werden uitgevoerd door Viollet-le-Duc in het midden van de negentiende eeuw. Archeologisch onderzoek tussen 1953 en 1973 bevestigde dat er op de site van Saint-Denis een oude Romeinse necropolis was, de archeologen onderzochten meer dan 60 graven. De fundamenten van de basilica uit de vijfde eeuw werden in 1958 blootgelegd en zijn negen op twintig meter groot. Ook de resten van de Karolingische abdijkerk liggen onder de huidige basiliek. Uit het onderzoek van de graftombes in en rondom de basilica, bleek dat ze gebruikt werden als begraafplaats voor de Frankische aristocratie vanaf de zesde eeuw. Ten noorden van de basilica ontstond een grote necropolis met enkele grafkerken en galerijen aan de rand van het kerkhof. Ook enkele civiele gebouwen maakten deel uit van dit Merovingische atrium. Er werd een aanvang gemaakt met deze gebouwen door de Merovingen in de zesde eeuw, maar er werd verder gebouwd en verbouwd onder de Karolingen en later onder de Capetingen. Er werd zelfs een aquaduct aangelegd naar de civiele gebouwen over een lengte van 240 m.

### Merovingische periode
De begraafplaats van Saint-Denis was dus al een cultus centrum in het Merovingische Gallië, positie die het behield en versterkte in de Karolingische periode. Chlotharius II maakte van Dionysius de patroonheilige van het Frankische rijk en dankzij de beslissing van Dagobert I om zich te laten begraven naast het graf van Dionysius werd Saint-Denis een van de dynastieke begraafplaatsen van het Frankische rijk. Chlotharius zijn Paleis was gevestigd in de naburige villa van Clichy (Clippiacum) en hij had eveneens een residentie in Epinay(Ipinacum).
Er werd vrij vroeg een eerste basilica gebouwd over een monument dat bekend was als het graf van de heilige Dionysius en in de vijfde eeuw waren er al vijf parochies die aan de heilige gewijd waren. De eerste basilica in Catulliacus, het huidige Saint-Denis, zou gebouwd zijn in de tweede helft van de vijfde eeuw, volgens de heiligenlegendes op initiatief van Genoveva van Parijs. Het is zeer waarschijnlijk dat er op dat moment ook al een soort van religieuze gemeenschap was gevestigd die de dienst in het heiligdom verzorgde, maar materiële bewijzen hiervoor ontbreken.
De eerste geschreven getuigenis komt uit de Gesta Dagoberti geschreven door een monnik van Saint-Denis in de negende eeuw. De Gesta Dagoberti vertellen dat Dagobert een nieuwe kerk liet bouwen op een kleine afstand van de oude en de relieken van Dionysius liet overbrengen naar deze nieuwe kerk op 22 april. Dagobert stichtte dan ook een abdij waarvan de monniken belast werden met de dienst in de nieuwe kerk. Voordien zou die taak zijn waargenomen door seculiere geestelijken afhankelijk van de bisschop van Parijs. Deze thesis werd in de zeventiende eeuw verworpen door Jean Mabillon de grondlegger van de oorkondeleer en paleografie, die de Basilica vermeld door Gregorius van Tours en het Leven van de heilige Genoveva als eerste vestigingen van de abdij zag. Een akte uit de tijd van Clovis II, gedateerd op 22 juni 654, stipuleert dat de abdij als zelfstandige eenheid, onafhankelijk van de bisschop van Parijs kon handelen, eigenlijk kan men vanaf die datum van een abdij spreken.
De autoriteit van de Gesta Dagoberti werd sterk in vraag gesteld door Léon Levillain, die uit een vergelijkende studie tot de conclusie komt dat een passie van de heilige Dionysius naar zijn incipit de Gloriosae genoemd, en gekend uit een kopie van de tiende eeuw, eigenlijk zou teruggaan op een geschrift uit de vijfde eeuw, en daarmee het oudste document over het leven van Dionysius en zijn verering zou zijn. Andere auteurs zoals die van de Gesta Dagoberti en abt Hilduin zouden uit deze tekst geput hebben bij het schrijven van hun eigen werken.
Zoals eerder besproken blijken de archeologische onderzoeken die ondertussen zijn uitgevoerd, de these van Mabillon te bevestigen en groeide de abdij uit de eerste kerk die in de vijfde eeuw werd gebouwd. Uit het onderzoek van de funderingen in de ondergrond van de huidige basiliek blijkt dat de Merovingische basilica een half cirkelvormige abside had over de ganse breedte en dat de basilica in twee fases werd uitgebreid om uiteindelijk 60m lang te worden. De funderingen van de basilica van Genoveva vallen perfect samen met het koor van de huidige basiliek. Dagobert bouwde dus geen nieuwe kerk zoals in de gesta Dagoberti werd beschreven.
Ten noorden van de basilica ontstond een grote necropolis met waarschijnlijk meer dan 2000 graven. Aan de rand van dit kerkhof werden drie kleine kerken gebouwd die onderling verbonden waren met een galerij.
Dagobert was niet de eerste Merovingische vorst die in de basilica van Dionysius werd begraven. In 1959 werd in de ondergrond van de basiliek het graf ontdekt van Aregonda, de vierde vrouw van Chlotarius I en de grootmoeder van Dagobert, die stierf tussen 572 en 583. Via de zegelring, met haar naam Arnegundis en een monogram Regine, die in de stenen sarcofaag werd gevonden, is men vrijwel zeker van haar identiteit. Uit de staat van bewaring van het textiel in deze sarcofaag blijkt, dat dit graf nooit door water geïnfiltreerd werd en zich dus steeds in een overdekte ruimte heeft bevonden. Omdat de sarcofaag buiten de muren van de eerste basilica was begraven, volgt hieruit dat de eerste uitbreiding van de basilica voor 584 werd uitgevoerd en dus onmogelijk het werk van Dagobert kan geweest zijn.
Dagobert heeft dus niet de originele basilica laten uitbouwen, maar wel laten verfraaien. Onder meer de ruimte rond het grafmonument van Dionysius werd volledig heringericht door zijn adviseur en edelsmid Sint Elooi. Hij deed eveneens talrijke schenkingen aan de gemeenschap van geestelijken die instond voor de diensten in de kerken van de site (abdij?) en liet zich als eerste Frankische koning in de hoofdkerk begraven, zijn zoon Clovis II gaf de gemeenschap haar monastieke status zoals hoger gemeld, maar men neemt vandaag aan dat de kloostergemeenschap niet gesticht werd door de koningen.
De tweede uitbreiding van de Merovingische kerk zou gebeurd zijn tijdens de regering van Dagobert (629-639) en in die periode werden ook de eerste kloostergebouwen opgericht.

### Karolingische periode

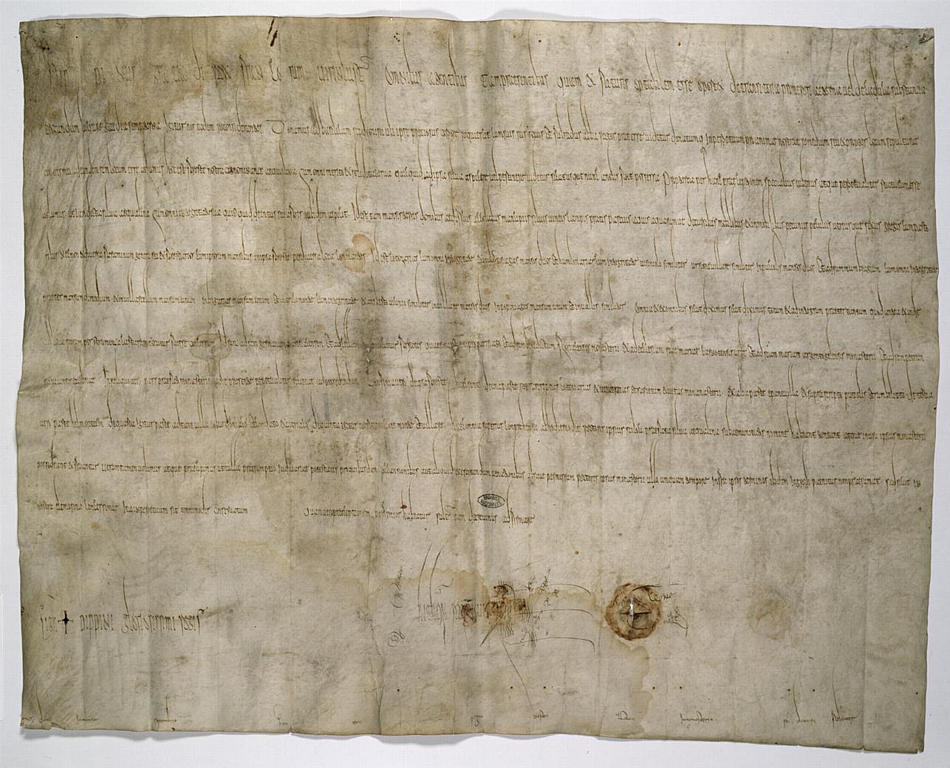
Schenkingsakte van Pepijn de Korte aan de abdij van Saint-Denis uit 768.

De Karolingen zetten de traditie van de Merovingische vorsten verder en bleven Saint-Denis beschermen en bevoordelen. Karel Martel had nauwe banden met de abdij en liet zich in de abdijkerk begraven. Zijn zoon Pepijn de Korte werd opgevoed in Saint-Denis en liet er zich in juli 754 door paus Stefanus II (III) tot koning kronen. Ook hij werd in de basiliek begraven.
Tijdens de Karolingische periode, gedurende het abbatiaat van Fulrad, werden de abdij en de abdijkerk herbouwd op initiatief van Pepijn de Korte en opnieuw gewijd op 24 februari 775 in de aanwezigheid van Karel de Grote. De herbouwde kerk was een basiliek met kolommen en een transept afgesloten met een apsis. Er werd een portaalgebouw voorzien, volgens de legende boven het graf van Pepijn de Korte, die zich uit nederigheid voor de poort van de Merovingische kerk had laten begraven. Volgens de geschreven bronnen was er in de kloostergebouwen een slaapzaal, een eetzaal, een verwarmde zaal, keuken, baden, een bakkerij een zolder en werkplaatsen. Vooraan werd een gastenverblijf gebouwd. Ten noorden van de abdijgebouwen werd waarschijnlijk een verblijf voor hoge gasten gebouwd dat ten minste één verdieping telde.
Omstreeks 835 schreef abt Hilduin op vraag van Lodewijk de Vrome zijn Historia sancti Dionysii waarin hij Dionysius vereenzelvigde met Dionysius de Areopagiet. Die zou na zijn bekering door de apostel Paulus bisschop van Athene zijn geworden, later naar Rome gereisd en van daar met zes andere bisschoppen naar Gallië gezonden door paus Clemens I om er de bevolking te bekeren. Hij zou dan ca. 96 de marteldood zijn gestorven tijdens de vervolgingen door Domitianus of volgens andere bronnen omstreeks 117 onder het bewind van Trajanus. Hilduin gaf op die manier veel meer aanzien aan Dionysius (en aan zijn abdij) die volgens zijn geschriften een directe leerling van de apostel Paulus zou zijn geweest. Hilduin zou ook een vertaling hebben gemaakt van de Griekse werken van de Pseudo-Dionysius die Lodewijk de Vrome ten geschenke had gekregen van de diplomaten van Michaël II Psellos de keizer van Constantinopel.
In 865 werd de abdij geplunderd door de Noormannen en kreeg daarop in 867 de koninklijke status toen Karel de Kale lekenabt werd om de abdij te kunnen beschermen tegen de invallen van de Vikings. In 869 liet Karel een eerste omwalling bouwen uit hout en steen, omringd door een gracht die gevoed werd door een riviertje, de Croult. Het domein binnen de wallen besloeg ongeveer zeventien hectare. Tussen november 885 en november 886 werd de abdij nogmaals bezet door de Noormannen en werd de omwalling vernield. Ze werd daarna terug opgebouwd.
Karel de Kale staat bekend als een van de grote weldoeners van de abdij die de abdijschat verrijkte met relieken, juwelen, goudsmeedwerk en een deel van zijn goederen na zijn overlijden, waaronder zijn boeken.

### Capetingen
Vanaf Hugo Capet die in 996 in de abdijkerk werd begraven, werd de abdijkerk de preferente begraafplaats van de Franse koningen. Er zijn er slechts drie die elders begraven werden: Filips I, Lodewijk VII en Lodewijk XI. De Capetingen maken van Saint-Denis een heiligdom dat nauw met hun dynastie verbonden is. Een belangrijke rol wordt hierin gespeeld door abt Suger raadgever van Lodewijk VI en Lodewijk VII. De regalia van het Franse koningshuis worden ondergebracht in de abdij en bij elke kroning van een nieuwe koning door de abt van Saint-Denis met pracht en praal naar Reims gebracht. Ook de Oriflamme de koninklijke banier, werd in de abdij ondergebracht en de strijdkreet werd Montjoie Saint-Denis.
Vanaf ca. het jaar 1000 gaat de abdij de plaatselijke economie stimuleren door het afschaffen van bepaalde belastingen en door af te zien van de rechten van de dode hand. Ook de jaarmarkt van de lendit, van 11 juni tot 24 juni, kende een steile opgang in het begin van de twaalfde eeuw. Er kwamen meer dan 1000 handelaars op af vanuit gans Europa en zelfs uit Byzantium. Het was de grootste markt van het Île-de-France. In 1124 stond Lodewijk VI alle rechten op de activiteiten in verband met de markt af aan de abdij.

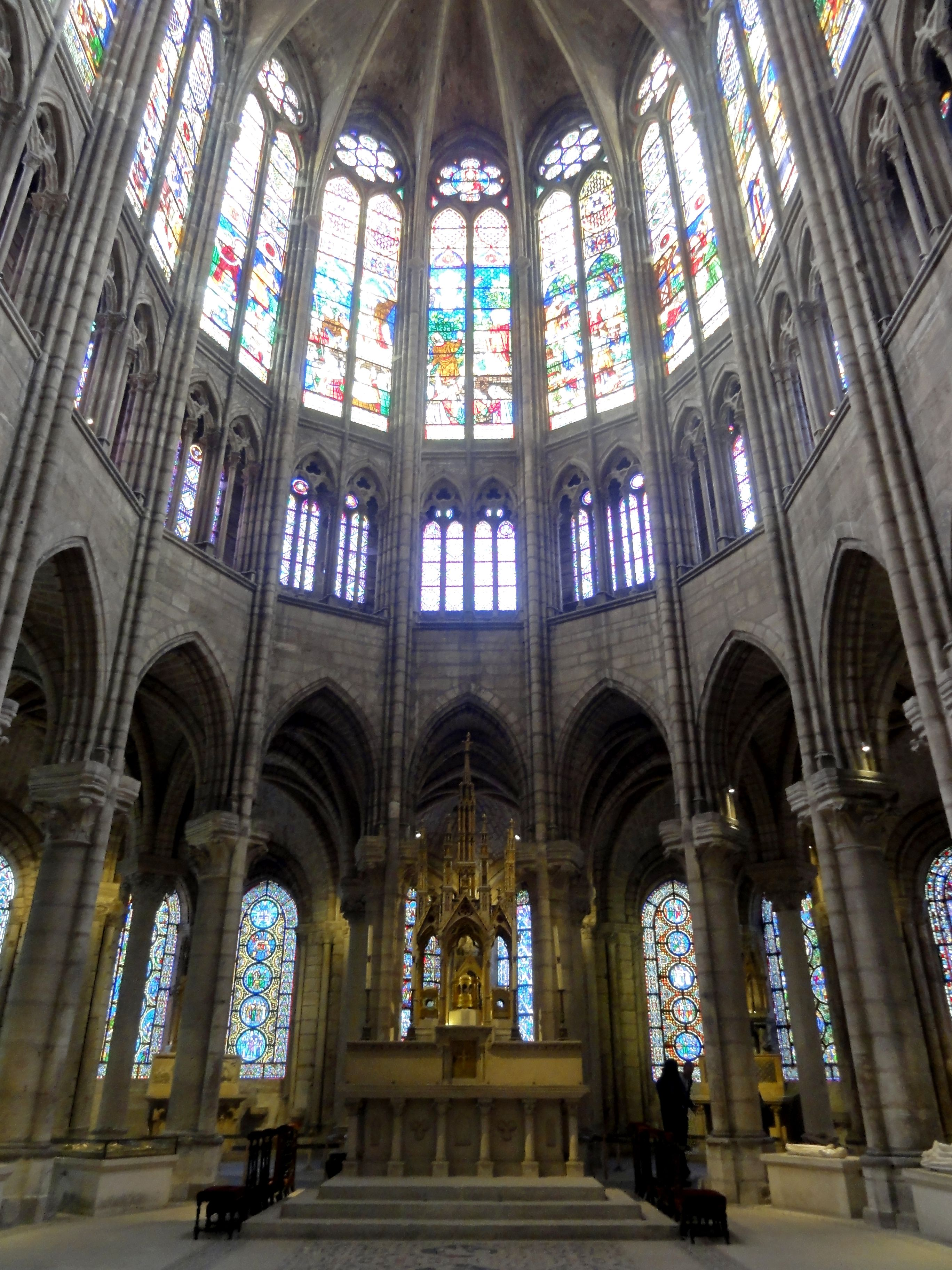
Saint-Denis, zicht op het koor gebouwd door abt Suger

Het is dan ook in die periode, tijdens het abbatiaat van abt Suger dat een aanvang werd gemaakt met de verbouwing van de abbatiale basiliek. Omdat volgens de legende de oude kerk gebouwd door Karel de Grote was ingewijd door Christus zelf, was het moeilijk om het oude gebouw gewoon te vervangen. Suger was daardoor verplicht de nieuwe kerk beetje bij beetje te bouwen. Hij begon met een nieuw portaal aan de westzijde en voegde later aan de oostzijde een nieuw koor toe. Het originele schip en het transept bleven bewaard. Het westelijke portaal werd gewijd op 9 juni 1140. De werken aan het nieuwe koor werden aangevat op 13 juli 1140 en het werd ingewijd op 14 juni 1144. Dit koor met zijn negen kapellen waarbij gebruikgemaakt werd van ribgewelven en dat werd verlicht door 16 grote glasramen was de eerste echte gotische structuur die werd gebouwd in de middeleeuwen. Sugers voorbeeld werd enthousiast nagevolgd en in de daaropvolgende dertig jaar werd begonnen met de bouw van de meerderheid van de vroege gotische kathedralen in het Île-de-France. De stijl was zo verschillend van wat tot dan toe was gebouwd dat men het opus modernum noemde of opere francigena naar zijn ontstaan in Frankrijk. De naam gotisch komt van de humanisten die deze barbaarse stijl uit de duistere middeleeuwen niet konden smaken. Hoewel uit archeologisch onderzoek blijkt dat begonnen werd met een nieuw schip nog in de tijd van Suger, werd dit nooit afgemaakt. Het schip uit de achtste eeuw werd pas in de dertiende eeuw vervangen door de huidige structuur tijdens het abbatiaat van Eudes Clément de Mez. De verbouwing duurde van 1231 tot 1281.
Naast de verbouwing van de kerk liet Suger ook een nieuw gastenverblijf bouwen en werd een aanvang gemaakt met de verbouwing van het klooster.

### Het Huis Valois

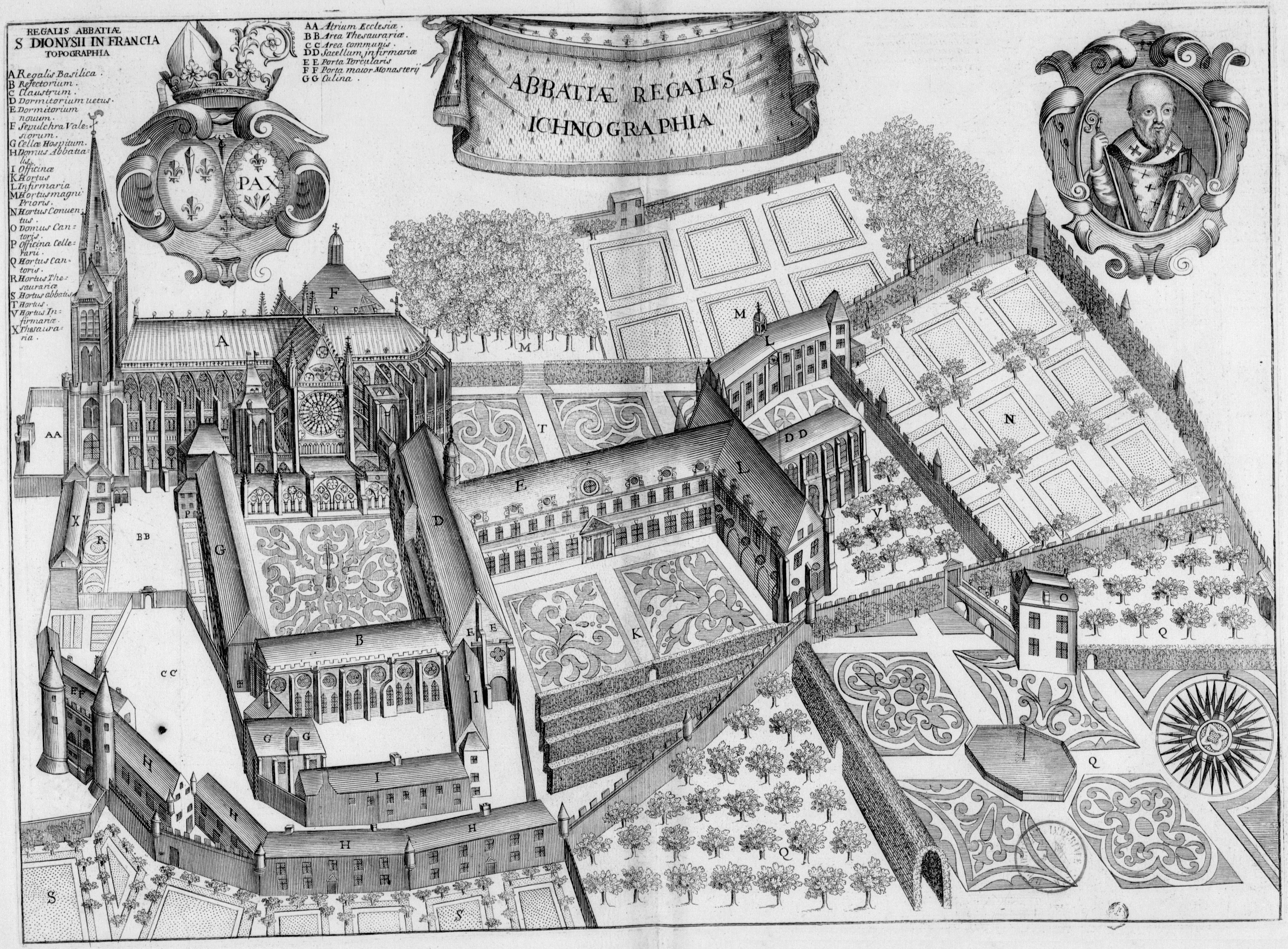
Gravure uit 1690 van de basiliek en het romaanse klooster, met achter de basiliek de Rotonde des Valois.

Met het aantreden van het Huis Valois en de daar uit voortvloeiende strijd voor de opvolging met het Huis Plantagenet gaat Frankrijk troebele tijden tegemoet. Ook de abdij van Saint-Denis wordt niet gespaard tijdens de Honderdjarige Oorlog. Ter verdediging van de plaats werd vanaf 1347 begonnen met de bouw van stadswallen. Tussen 1411 en 1418 werd de stad en de abdij achtereenvolgens belegerd en bezet door de Bourguignons en de Armagnacs. In 1420 begint de bezetting door de Engelsen. Die worden in april 1436 verdreven uit Saint-Denis door Jan van Orléans en op 13 april werd Parijs ingenomen door de troepen van de Karel VII.
Na het Concordaat van Bologna in 1516 tussen paus Leo X en koning Frans I verbrak deze in 1529 de benoeming van Jean Olivier, door de monniken tot abt gekozen en plaatste de abdij onder de koninklijke autoriteit via een door hem aangestelde commanditaire abt, de kardinaal Louis de Bourbon, die een luxueus verblijf laat bouwen. De abdij die reeds erg geleden had tijdens de Honderdjarige Oorlog raakt door dit regime, waarbij alle inkomsten naar de commanditaire abt gaan, meer en meer in verval. De instelling van dit zogenoemde Régime de Commende, was voor Saint-Denis, zoals voor vele abdijen het begin van de teloorgang op moreel en materieel gebied na de glansrol die ze speelden tijdens de middeleeuwen.
In 1567 werd de abdij bezet en geplunderd door de hugenoten die grote vernielingen aanrichtten in de abdijkerk zelf en in de parochiekerken van het stadje. De protestantse troepen, onder de leiding van Lodewijk I van Bourbon-Condé wilden de aanvoerlijnen naar Parijs blokkeren om zo de stad uit te hongeren. Op 10 november werden de hugenoten terug gedrongen door een leger van royalisten onder de leiding van Anne van Montmorency maar de slag zelf bleef onbeslist.
Het Huis Valois dat de Capetingen opvolgde bleef de abdijkerk gebruiken als begraafplaats tot Catharina de' Medici in 1568 besloot tot de bouw van een eigen dynastieke begraafplaats bekend als de Rotonde des Valois. Het gebouw, ook de Notre-Dame-de-la-Rotonde genoemd, werd opgetrokken op het kerkhof van de Basiliek van Saint-Denis, tegen de noordelijke flank van de abdijkerk. Catharina liet er een grafmonument oprichten voor haar echtgenoot koning Hendrik II van Frankrijk, waarin zij later zou bijgezet worden. Vanaf 1586 worden de werken stilgelegd en na haar overlijden, en de opvolging van de Valois door de Bourbons, werd het gebouw niet verder afgewerkt. Het kreeg een voorlopig dak in 1621, maar het mausoleum verviel tot een ruïne en werd in 1719 afgebroken.

### De Bourbons
Op 21 juli 1663 verordende de Conseil d'État dat de abdij van Saint-Denis moest toetreden tot de orde van de Mauristen. Deze maatregel, een initiatief van Richelieu en Mazarin, had vooral tot doel alle abdijen in het toenmalige Frankrijk onder een centraal gezag te brengen dat gemakkelijk door de koning kon gecontroleerd worden.
In 1679 werd door Lodewijk XIV uitgevaardigd dat de abdij geen abt meer mocht benoemen en voortaan zou geleid worden door een grootprior en in 1691 verbond hij het klooster en al zijn inkomsten aan het "Maison Royale de Saint-Louis" in Saint-Cyr (nu Saint-Cyr-l'École), een stichting voor de opvang en het onderhoud van dochters van de verarmde adel onder de leiding van Madame de Maintenon, zijn tweede echtgenote.
Ook Lodewijk XIV dacht aan een eigen funerarium voor zijn dynastie en liet via Jean-Baptiste Colbert een ontwerp uitwerken door François Mansart en Gian Lorenzo Bernini. het project werd nooit gerealiseerd.
Op het einde van de zeventiende eeuw geeft Dom Arnault de Loo, grootprior, opdracht aan Robert de Cotte om plannen te ontwerpen voor een volledige verbouwing van het oude romaanse klooster. In 1724 werden de werken aangevat maar in 1725 weer stil gelegd. In 1737 werden de werken hervat door Dom Castel en grotendeels gerealiseerd volgens de plannen van de Cotte op de westvleugel na die werd aangepast aan de smaak van de tijd. In 1752 werd het nieuwe klooster afgesloten en de doorgangnaar de kerk afgewerkt. Finaal wordt in 1774 het cours d'entrée gebouwd naar de plannen van Charles De Wailly.

### Vanaf de Franse Revolutie

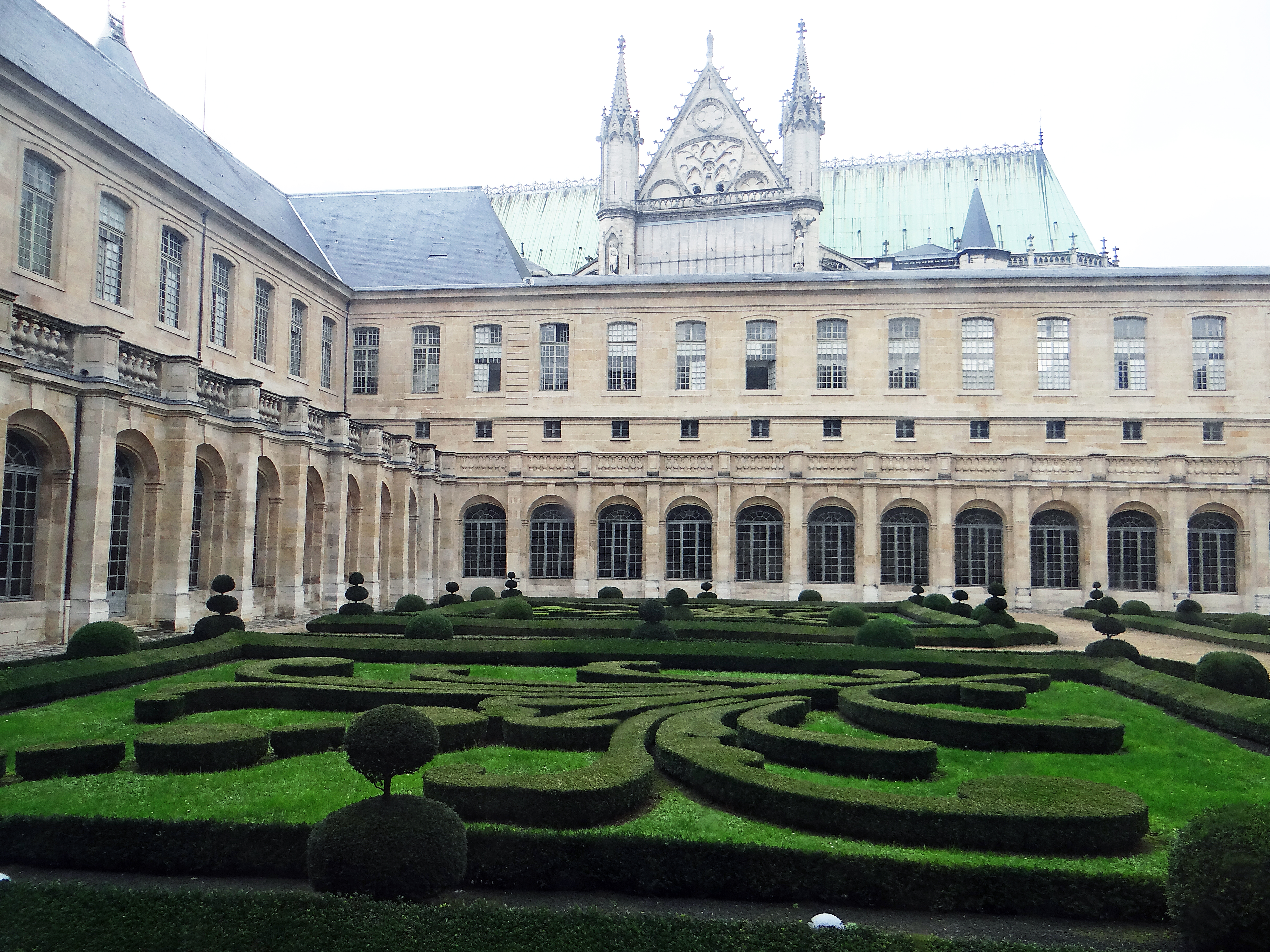
Saint-Denis, zicht op de voormalige kloostertuin en kloostergang uit de 18e eeuw

In 1790, tijdens de Franse Revolutie werd de abdij gesloten en de abdijkerk werd omgevormd tot een tempel van de rede. Napoleon Bonaparte decreteerde op 16 december de oprichting van de Maisons Impériales d'Education pour les filles des Légionnaires civils et militaires waarvan de tweede vestiging in 1811 werd ondergebracht in de abdij van Saint-Denis. Vandaag herbergt de abdij la Maison d'éducation de la Légion d'honneur".

## Opleiding van de monniken
De abdij van Saint-Denis beschikte in de negende eeuw al over een abdijschool zoals men weet uit een getuigenis van een van de leerlingen namelijk Hincmar de latere aartsbisschop van Reims. Uit de tijd van Suger weet men dat de toekomstige koning Lodewijk VI ook zijn opleiding kreeg in de abdij. De getuigenissen hierover blijven vaag en fragmentair, maar vanaf de dertiende eeuw wordt de aanwezigheid van een magister puerorum en een magister iuvenum door documenten gestaafd en vindt men in de rekeningen van de abdij de betalingen terug. Vanaf 1340 wordt er ook melding gemaakt van een magister scolarium. Wat de precieze functie van die magisters was is tot op heden niet duidelijk, maar er was dus wel degelijk een abdijschool aanwezig in de abdij van Saint-Denis.
Zoals reeds bleek uit de vertaling van de werken van de Pseudo-Dionysius door Hilduin omstreeks 835, was de abdij ook een centrum voor de kennis en de studie van het Grieks. In de twaalfde eeuw behoren het onderwijs van het Grieks, het vertalen van Griekse werken en het actief opspeuren van Griekse werken in het Oosten tot de intellectuele kerntaken van de abdij. Het laatste was uniek voor een abdij gevestigd in het middeleeuwse westen. De interesse voor het Grieks en voor de werken van de Pseudo-Dionysius, die de monniken vereenzelvigden met hun patroon, ging zover dat men in de twaalfde eeuw er toe overging om de misviering op 16 oktober, het octaaf van de feestdag van Dionysius, in het Grieks uit te voeren. Deze traditie bleef bewaard tot in de zeventiende eeuw.
Vanaf het begin van de dertiende eeuw beschikte de abdij ook over een college in Parijs waar een tiental jonge monniken hun opleiding afmaakten op een universitair niveau. De jongeren studeerden er filosofie, theologie en canoniek recht gedurende enkele jaren, waarna ze teruggingen naar de abdij om belangrijke posten in de administratie in te nemen. Met het verval van de abdij in de vijftiende en zestiende eeuw ging ook dit college teloor. Het werd gesloten in het begin van de zeventiende eeuw.

## Het scriptorium
Zoals elke belangrijke abdij in de middeleeuwen beschikte de abdij van Saint-Denis over zijn eigen scriptorium. Het wordt voor het eerst vermeld in een handschrift geschreven tijdens het abbatiaat van Fardulfus tussen 783 en 806. Er zijn enkele manuscripten die aan dezelfde periode en scribent worden toegeschreven. Ze zijn allemaal geschreven in een zeerregelmatige Karolingische minuskel met weinig abbreviaturen. De versiering is zeer sober, ze beperkt zich tot de titel en het colofon geschreven in kapitalen en uncialen. Ook uit de negende eeuw zijn enkele manuscripten geïdentificeerd als geschreven in Saint-Denis. Uit de tiende eeuw zijn er, tot op heden, geen manuscripten ontdekt die met zekerheid aan het scriptorium van Saint-Denis kunnen toegeschreven worden. Van de twaalfde en de dertiende eeuw kan men betalingen aan kopiisten die gewerkt hebben in het scriptorium van de abdij terugvinden in de rekeningen en de activiteit wordt op beperkte schaal voortgezet tot het einde van de veertiende eeuw. Vanaf het einde van de dertiende eeuw werden de meeste boeken voor de bibliotheek gekocht buiten de abdij.
De productie bevatte naast de liturgische boeken, patristische werken, handschriften in verband met de Bijbel en de vertalingen van Griekse werken een reeks van kronieken, een genre waar de monniken van Saint-Denis zich in gespecialiseerd hadden.
Men heeft kunnen vaststellen dat er een belangrijke uitwisseling van teksten en manuscripten plaatsvond tussen Saint-Denis en andere Karolingische abdijen zoals Corbie, Sankt-Gallen en Reichenau.

## De bibliotheek
Al van in de Karolingische tijd werd de bibliotheek opgebouwd door schenkingen van de regerende vorsten. Tegen het einde van de vijftiende eeuw bevatte ze ongeveer 1600 manuscripten en was daarmee een van de belangrijkste abdijbibliotheken van het westen. De bibliotheek bleef vrij goed bewaard tot in 1567. Tijdens de bezetting door de hugenoten werd de bibliotheek grondig geplunderd en verwoest. Na de passage van de hugenoten werd de bibliotheek verder leeggehaald door de inwoners van Saint-Denis en een deel van wat overbleef na de terugkeer van de monniken werd door hen verkocht volgens de getuigenis van Dom Doublet uit 1625.

## Koninklijk mausoleum

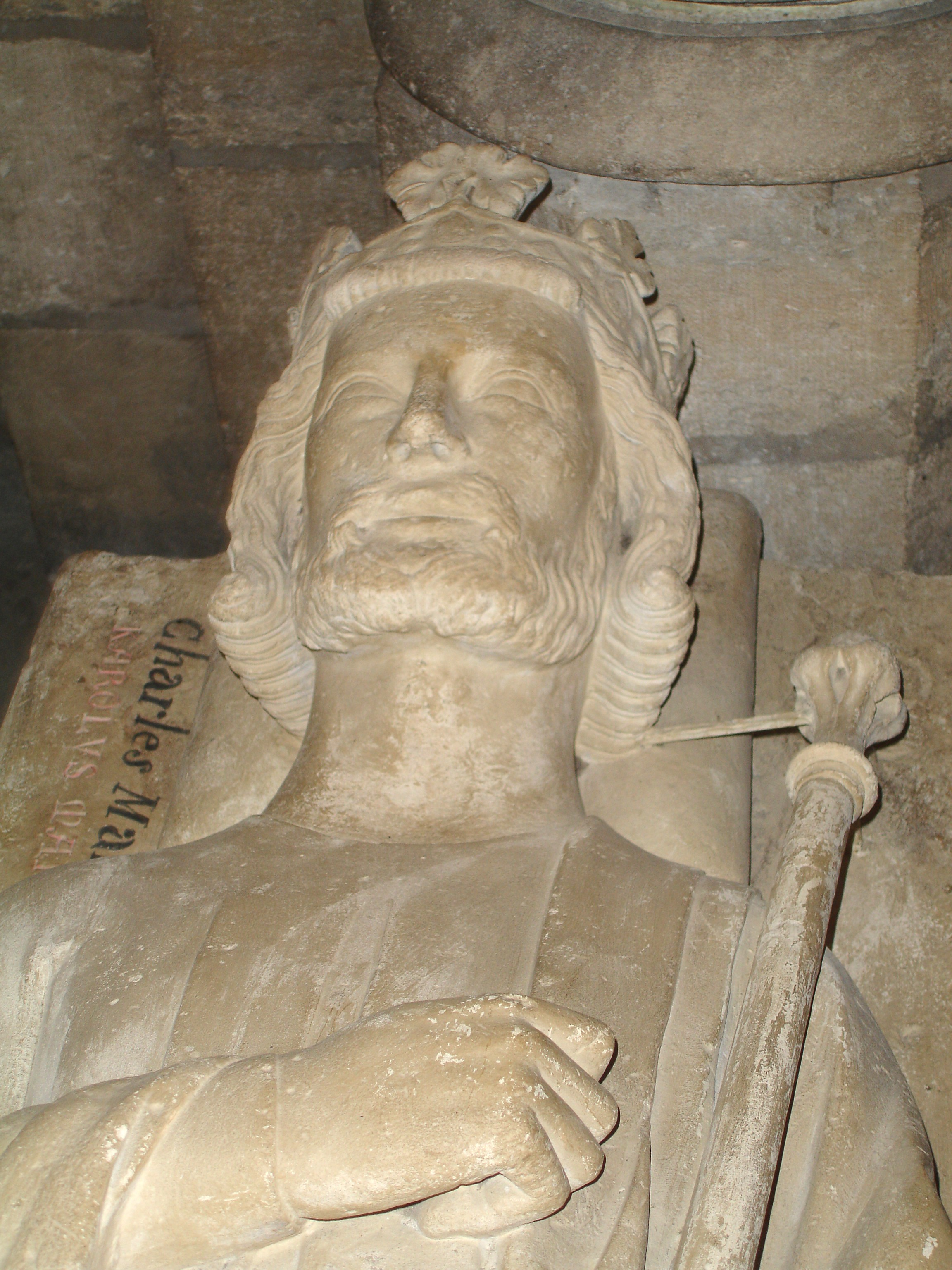
Karel Martel, een van de zestien gisants van de zogenoemde commande de St. Louis.

Zoals hoger beschreven, werd de abdijkerk vanaf de tijd van Dagobert I, maar vooral vanaf het aan de macht komen van de Capetingen gebruikt als begraafplaats voor de Franse koningen, koninginnen, prinsen en prinsessen. Het is die rol van koninklijke necropool die de sterke band tussen de Franse koningshuizen en de abdij gevormd en bestendigd heeft.
In 1231, onder het abbatiaat van Eudes Clément du Mez, werden op initiatief van Lodewijk IX en Blanche van Castilië de werken hervat om het oude Karolingische schip te vervangen door een brede gotische versie met een grote transept. In die transept die afgewerkt was omstreeks 1260, werden de graven van de Merovingische, Karolingische en Franse koningen samengebracht om de continuïteit van het Franse koningshuis te benadrukken. De overbrenging van de stoffelijk resten gebeurde tussen 1263 en 1264. Lodewijk liet zestien gisants beeldhouwen voor het zuidelijke deel van de transept waar de Merovingische en Karolingische vorsten waren begraven, ter vervanging van de vroegere eenvoudige grafstenen. Deze nieuwe necropool werd in 1267 door Lodewijk IX ingehuldigd. De werken die de kathedraal haar huidige vorm gaven duurden tot 1281.
Ook de vorsten van het Huis Valois en van het Huis Bourbon werden bijgezet in de abdijkerk.
Om de inname van het paleis van de Tuileries op 10 augustus 1792 te herdenken, werd op een vergadering van de Nationale Conventie van 31 juli 1793 beslist om de mausolea van Saint-Denis te vernietigen. Tussen de zesde en tiende augustus werden de grafmonumenten verwijderd. Alexandre Lenoir, een Franse mediëvist, slaagt erin om een aantal van de grafmonumenten te redden en laat ze overbrengen naar het voormalige klooster van de Kleine Augustijnen dat in 1795 het Musée des monuments français werd met Lenoir als eerste directeur. De rest werd ter plaatse vernield.
De eerste stoffelijke resten van Filips III en zijn echtgenote Isabelle van Aragón, Pepijn de Korte, Constance van Castilië de echtgenote van Lodewijk VII, en van Lodewijk VI werden opgegraven tussen 6 en 8 augustus 1793. Maar het groffe werk begint op 12 oktober 1793 en gaat voort tot 25 oktober, met het leegmaken van de grafkelders van de Bourbons en de Valois. Ook in januari 1794 werden nog enkele lichamen ontgraven. In totaal werden de stoffelijke resten van meer dan 170 personen opgegraven en in twee putten gestort, een voor de Valois en de voorgaande dynastieën en de andere voor de Bourbons. De resten werden bedekt met ongebluste kalk en grond. Onder hen waren 46 koningen, 32 koninginnen, 63 personen van prinselijke bloede, 10 groten van het rijk en 24 abten van Saint-Denis.
Tijdens de Bourbon Restauratie in 1815 liet Lodewijk XVIII de putten opzoeken en de beenderen overbrengen naar de crypte van de basiliek in een ossuarium bestaande uit een tiental kisten. Op de marmeren deksteen van het ossuarium werden de namen van de monarchen gebeiteld. Het museum opgericht in 1795 wordt gesloten en Alexandre Lenoir werd door Lodewijk XVIII benoemd tot administrateur des tombeaux de la basilique Saint-Denis.